# Douville-en-Auge
Douville-en-Auge település Franciaországban, Calvados megyében. Lakosainak száma 221 fő (2022. január 1.). Douville-en-Auge Angerville, Gonneville-sur-Mer, Grangues, Heuland és Saint-Vaast-en-Auge községekkel határos.

## Népesség
A település népességének változása:
| Lakosok száma | 169  | 178  | 188  | 219  | 224  | 217  | 213  | 210  | 214  | 221  |
|               | 1968 | 1982 | 1990 | 2006 | 2013 | 2015 | 2017 | 2019 | 2020 | 2022 |